# Nancy Florence Savard
Nancy Florence Savard est une réalisatrice et productrice québécoise, directrice des studios de production 10e Ave Productions (en). Elle est connue pour avoir réalisé le long-métrage d'animation 3D La Légende de Sarila, sorti en 2013.

## Carrière
Nancy Savard commence sa carrière comme réalisatrice d'émissions de télévision pour la chaîne MusiquePlus, avant de quitter Québec pour Montréal, où elle travaille pour Radio-Canada, Astral et TVA.
En 2002, elle se lance dans le cinéma d'animation 3D, avec le court-métrage La Légende du sapin de Noël et crée la maison de production Productions 10e Ave qui deviendra 10e Ave Productions (en). Après avoir réalisé et produit des courts métrages de Noël diffusés par Télé-Québec, elle réalise La Légende de Sarila, sur lequel elle travaille depuis les années 2000.

## Filmographie

### Comme réalisatrice
- 2002 : La Légende du sapin de Noël (court métrage)
- 2003 : L'Histoire du bas de Noël (court métrage)
- 2013 : La Légende de Sarila

### Comme productrice
- 2004 : La Tradition de la bûche de Noël (court métrage)
- 2014 : Le Coq de St Victor
- 2017 : Nelly et Simon : Mission Yéti
- 2023 : Katak, le brave béluga
- Brad, le génie (en développement)
- Le trésor de Morgäa (en développement)